# HMS Cyane (1806)
Pour les autres navires du même nom, voir HMS Cyane et USS Cyane.
Le HMS Cyane est une frégate en bois de sixième rang de la Royal Navy construite à Topsham en Angleterre. Commandée en janvier 1805 sous le nom de HMS Columbine, elle est renommée en Cyane le 6 décembre de la même année.
Elle est capturée le 20 février 1815 par l'United States Navy qui la retire du service en 1827.